# 内藤謙
内藤 謙（ないとう けん、1923年9月 - 2016年1月17日）は、日本の法学者。専門は刑法。東京大学名誉教授、創価大学名誉教授。東京都出身。

## 人物
行為無価値論の立場に立つ藤木英雄の夭折後、その後継教授として東京大学法学部に赴任。
学者は研究書で評価されるというが、教科書で評価された数少ない学者。雑誌「法学教室」の連載を単行本化した『刑法講義総論』シリーズが2002年に11年ぶりに刊行された『刑法講義総論（下）II』により完結した時は学界から喝采された。
刑法改正草案に対して、平野龍一、中山研一らと共に強力な反対の論陣を張ったことでも有名。

## 学説
行為無価値論の立場にたつ団藤重光の門下生だが、行為無価値論ではなく平野龍一が主張した結果無価値論の立場に立ち､その理論をむしろ徹底させて主観的違法要素を否定する。

## 経歴
- 1949年（昭和24年）、成蹊高等学校卒業
- 1953年（昭和28年）、東京大学法学部卒業、同大学院研究奨学生
- 1956年（昭和31年）、司法修習生
- 1958年（昭和33年）、東京都立大学法経学部専任講師
- 1959年（昭和34年）、東京都立大学法経学部助教授
- 1967年（昭和42年）、東京都立大学法学部教授
- 1978年（昭和53年）、東京大学法学部教授
- 1984年（昭和59年）、千葉大学法経学部教授
- 1989年（平成元年）、創価大学法学部教授

## 主著
- 『刑法改正と犯罪論（上）』（有斐閣、1974年）
- 『刑法改正と犯罪論（下）』（有斐閣、1976年）
- 『西ドイツ新刑法の成立』（成文堂、1977年）
- 『刑法講義総論（上）』（有斐閣、1983年）
- 『刑法講義総論（中）』（有斐閣、1986年）
- 『刑法講義総論（下）I』（有斐閣、1991年）
- 『刑法原論』（岩波書店、1997年）
- 『刑法講義総論（下）II』（有斐閣、2002年）
- 『刑法理論の史的展開』（有斐閣、2007年）